# لورا كوليت
لورا كوليت (ولدت في 31 أغسطس 1989) فارسة بريطانية تنافس في بطولات فروسية ثلاثية. مثلت بريطانيا في دورة الألعاب الأولمبية الصيفية 2020 في طوكيو والتي تأجلت بسبب جائحة كوفيد -19. فازت بالميدالية الذهبية في حدث الفريق مع أوليفر تاونند وتوم ماكيوين.
عينت كوليت عضوًا في وسام الإمبراطورية البريطانية (MBE) في العام الجديد 2022 مع مرتبة الشرف لخدمات الفروسية.